# Couvent des Ursulines de Lignières
Le couvent des Ursulines de Lignières dans le Cher, fut établie de 1638 à 1790.
La communauté avait pour mission essentielle, comme les autres communautés de l'Ordre de Sainte-Ursule, l’éducation des jeunes filles dans le cadre du mouvement de la Contre-Réforme, à une époque religieuse mouvementée où l'enseignement était surtout réservé aux garçons.
C’était la septième maison de la congrégation et la dernière (et la plus modeste) des seize établissements de moniales, issues de la Contre-Réforme à s’établir en Berry, après la floraison de la décennie 1630-1640.

## Origine de la connaissance de la communauté des Ursulines de Lignières 1638-1790
L’acquisition par les Archives départementales du Cher d’un registre de 198 folios intitulé: « Livre du couvent  et de la communauté Notre-Dame-de-Liesse des Ursulines de Lignières » a permis d’en étudier l’évolution dans le temps depuis sa création, jusqu’à sa dispersion à la Révolution.

## Les circonstances laborieuses de l’installation du monastère
L’origine du couvent remonte à l’année 1638 et fait suite à une épidémie de peste, qui a ravagé les villes du Berry et aussi les campagnes, entraînant la fuite de la moitié de la population. Sur Lignières, on note 73 morts du 16 au 25 juillet contre à peine 17 en moyenne les années précédentes.
Une procession organisée par le curé François Grognet (resté sur place) se termine par la plantation d’une croix et le vœu de faire bâtir en ce lieu une chapelle à Notre-Dame-de-Liesse en rapport avec celle de Notre-Dame de Liesse, proche de Laon. Un terrain est acheté 400 livres pour le culte marial et la fondation d’un couvent des Annonciades, et après avoir reçu l’autorisation de l’archevêque de Bourges et des échevins de Lignières, la construction d’une chapelle commence le 2 juin 1639. Elle est consacrée dès le mois d’août par Philibert de Brichanteau, évêque de Laon, exilé à Châteaumeillant par ordre de Richelieu, avec l’obtention d'indulgences plénières pour les participants, qui furent nombreux, allant jusqu’à 2 000 communiants, avec l’institution d’un pèlerinage annuel nécessitant dès 1658 l’agrandissement de la chapelle par une nef construite dix ans plus tard au-delà du jubé. Des maisons et terrains contigus sont donc acquis, initialement pour le logement du curé François Grognet et de 1637 à 1662, les sommes investies atteignent 8 220 livres dont 5 358 livres pour la chapelle, les bâtiments annexes et l’enclos du couvent souhaité par le fondateur. 
Avant de mourir, François Grognet souhaite en effet l’installation d’une école pour les jeunes filles et contacte d’abord les Visitandines de La Châtre qui refusent car ce n’est pas leur orientation et lui conseillent de s'adresser aux Ursulines de Loches, dont la supérieure Benigne Doudon obtient une autorisation de Jérôme de Nouveau, conseiller du roi, et ceci malgré l’opposition de chapitre de Notre-Dame pour l’installation des Ursulines. Le 22 juillet 1653, la mère Doudon avec deux sœurs arrivent pour visiter les bâtiments mais ce n’est qu’en 1664, qu’un contrat de cession est signé devant notaire à Lignières précisant la liste des vêtements liturgiques et du mobilier, ainsi que la dotation foncière constituée de 1635 à 1663 par François Grognet. L’installation des 7 premières religieuses va s’étaler ensuite sur trois ans avant d’aboutir à la "clôture" et l’élection de la supérieure, avec la remise des clefs et du sceau du monastère le 12 octobre 1664 et l’accueil progressif de huit novices puis la confirmation définitive de la clôture le 21 mars 1667.

## L’espace monastique
Il est connu essentiellement par le plan de Lignières de 1786 et dans l’acte de vente des bâtiments comme biens nationaux en 1796. Constitué initialement par le contrat de donation de François Grognet du 26 juin 1664 à la sœur ursuline Benigne Doudon venue de Loches qui comporte la chapelle, le cloitre et quelques maisons rudimentaires, rustiques et malsaines avec les terrains contigus, mais au bout de quelques années, les effectifs ayant doublé, l’archevêque de Bourges, Michel Phélypeaux de La Vrillière (1679-1694) demande à l’architecte Pierre Bullet (1639-1716) de dessiner les plans d’un nouveau monastère, parallèlement à l'édification de son palais archiépiscopal de Bourges, son château de Turly et de la maison des Ursulines de Bourges (actuel Palais de justice). La construction débute en 1682, sans toutefois détruire les bâtiments antérieurs pour des raisons de coûts, avec d’une part les bâtiments conventuels autour de la chapelle Notre-Dame et le cloître délimitant l’espace des sœurs en clôture.
Le reste de l’espace conventuel consacré à la vie quotidienne formant le côté est du cloitre avec le réfectoire, la cuisine et la salle à manger des pensionnaires avec en dehors la grande maison acquise initialement par François Grognet, qui constitue le pensionnat avec les salles de cours au rez-de-chaussée et l’internat à l’étage. Les 44 cellules des religieuses étaient situées au-dessus du réfectoire dans la partie sud du cloître.

## Fonctionnement du monastère
L’organisation et le fonctionnement du monastère est connu par l’analyse de lettres circulaires rédigées à l’occasion du décès des sœurs, décrivant son itinéraire et son parcours spirituel, témoignant de son destin à défaut de l’absence de témoignage direct des religieuses.
L’âge précoce des vocations, plus ou moins entravées par les objections de la famille et l’importance pour la congrégation du recueil des dots, indispensables à l’entretien de la communauté, ainsi que les variations des effectifs au cours du XVIIe siècle puis du XVIIIe siècle est ainsi connu avec un accroissement progressif des effectifs, passant de 6 religieuses en 1664 à 37 en 1726, puis une décroissance liée au changement des mentalités au XVIIIe siècle (Siècle des Lumières) et surtout la fermeture du noviciat et le vieillissement des religieuses, jusqu’à  5 religieuses à la veille de la révolution française.
À côté des sœurs de chœur (préposées aux chants des offices: répondant à l'engagement de dire à perpétuité des litanies à la Vierge, ce qui faisait partie du contrat de donation initial de 1666), qui formaient la grande majorité des effectifs (94%), assurant leur vocation d'enseignement, il existait aussi de rares sœurs dites domestiques (une au XVIIe siècle et trois au XVIIIe siècle qui furent remplacées par des domestiques séculières sur la fin du siècle. Le recrutement social, qui bénéficie initialement du trop-plein de vocations des établissements urbains de Bourges et Issoudun, reflète l’ensemble des strates supérieures de la population de l’ancien régime.
On note sur cette longue période, en dehors de la tuberculose, l’absence des contagions redoutées en milieu clos et une durée de vie supérieure à celle de la population avec 14 % de religieuses dépassant les 60 ans au XVIIe siècle pour 59 % au XVIIIe siècle, alors que cela ne représentait que 7 % pour le reste de la population. Les "préfètes générales" du pensionnat et de l’externat vivaient en permanence avec leurs élèves constituées d’un petit nombre de pensionnaires venant de milieux aisés, en nombre variable mais limité, qui recevaient une éducation soignée et payante alors que les externes, en plus grand nombre mais difficile à évaluer dans les documents conservés, recevaient une éducation rudimentaire mais gratuite, 4 à 5 h par jour, constituée de catéchisme, lecture, écriture, calcul, civilité, chants et ouvrages manuels.

## Devenir de la communauté à la Révolution
Le décret du 13 février 1790 ayant supprimé les ordres à vœux solennels, car refusant la notion de Vœux religieux, offrit donc la liberté aux membres des congrégations, d'autant que les bâtiments du monastère, devenus bien national le 2 novembre 1789 devaient être vendus, après en avoir réalisé un inventaire, à Guillaume Tallandier, non sans qu'auparavant l’internat n’ait servi provisoirement de tribunal et aussi de prison (en particulier pour des prisonniers de guerres hessois pendant la Terreur). Il ne subsiste actuellement que la partie sud du cloitre et la sacristie avec le parloir, l'église ayant été aménagée en maison particulière en 1803. Le reste est incorporé dans des maisons privées depuis sa vente comme bien national en 1796.